# Eiskar
L'Eiskar és l'única glacera dels Alps Càrnics. És un típic circ glacial que, gràcies a la seva ubicació ombrívola i a allaus en la seva àrea de captació, ha estat capaç de sobreviure a l'alçada relativament baixa de 2160–2390 metres sobre el nivell del mar. Tot i que el casquet glacial en temps bons podria crear-se sobre una paret de roca amb la pastura de Valentinalm a sota, actualment ràpidament s'està convertint en un casquet de gel mort. En el període 2007–2014, tanmateix, no va ser observat cap retrocés significatiu.
A la glacera s'hi pot accedir des de sota cap amunt per una via ferrada, i des de dalt bastant fàcilment via la cara rocosa del Kellerspitzen. Queden restes de les posicions defensives de la guerra de muntanya de 1915-1918.